# Кисон
Кисон (кор. 천원전) — один из основных корейских титулов го, существовавший с 1990 по 2008 годы. В переводе с корейского языка Кисон обозначает святой го и является аналогом японского титула го Кисэй. Турнир проводился Корейской ассоциацией падук и спонсировался изданием Se-kye Il-po (World Newspaper). Призовой фонд турнира составлял 26 000 000 вон (около 22 000 долларов).
Контроль времени в финальных партиях составлял по 5 часов каждому игроку (4 часа в плей-офф и  отборочном этапе).Коми составляет 6,5 очков.  Победителем в розыгрыше первого титула Ванви стал Чо Хунхён; последним обладателем титула стал Пак Ён Хун.

## Обладатели титула
| Год       | Обладатель     |
| --------- | -------------- |
| 1990      | Чо Хунхён      |
| 1991      | Ю Чханхёк      |
| 1992      | Чо Хунхён      |
| 1993—2003 | Ли Чхан Хо     |
| 2004      | Чхве Чхоль Хан |
| 2005—2008 | Пак Ён Хун     |